# 스팔딩 (기업)
스팔딩(Spalding)은 미국의 스포츠 장비 제조 회사이다. 1876년 시카고의 알버트 스폴딩(Albert Spalding)에 의해 야구 제조업체로 설립되었으며 현재 켄터키주 볼링그린 (켄터키주)에 본사가 있다. 자회사 더들리 스포츠(Dudley Sports)를 통해 소프트볼을 판매한다. 과거에 스팔딩은 미식축구, 축구, 배구, 테니스, 골프 등 다른 스포츠용 공을 제조해왔다.
1980년대 짧은 기간 동안 스팔딩은 애프터마켓 자동차 휠 디자이너이기도 했다.